# Region Oti
Region Oti – jeden z szesnastu regionów Ghany. Został wydzielony w 2019 roku z Regionu Wolta. Według spisu w 2021 roku liczy 747,2 tys. mieszkańców. Stolicą jest Dambai.

## Geografia
Region Oti graniczy od północy z Regionem Północnym, na wschodzie z Togo, na południu z Regionem Wolta, na zachodzie z Bono Wschodnie i na północnym zachodzie z Savannah.
Znajduje się tutaj Park Narodowy Kyabobo.

### Podział administracyjny
W jego skład wchodzi 9 dystryktów:
- Dystrykt Biakoje
- Dystrykt Jasikan
- Dystrykt Kadjebi
- Okręg miejski Krachi East
- Dystrykt Krachi Nchumuru
- Dystrykt Krachi West
- Dystrykt Nkwanta North
- Okręg miejski Nkwanta South
- Dystrykt Guan

## Demografia
Według spisu w 2021 roku region zamieszkany jest głównie przez ludy Gurma (45,4%), Guan (20,4%), Ewe (20,1%), Akan (6,5%) i Ga-Dangme (2,8%). 

### Religia
Struktura religijna w 2021 roku według Spisu Powszechnego:
- protestanci – 40,7%,
- muzułmanie – 13,2%,
- katolicy – 12,7%,
- religie etniczne – 12,7%,
- pozostali chrześcijanie – 10,3%,
- brak religii – 1,5%,
- inne religie – 8,9%.